# Kołbaskowo
Kołbaskowo [kɔu̯basˈkɔvɔ] (tiếng Đức: Kolbitzow) là một ngôi làng ở Hạt Cảnh sát, West Pomeranian Voivodeship, ở phía tây bắc Ba Lan, gần biên giới Đức. Đó là chỗ ngồi của gmina (khu hành chính) được gọi là Gmina Kołbaskowo. Nó nằm khoảng 24 kilômét (15 mi) phía nam của Cảnh sát và 14 km (9 mi) về phía tây nam của thủ đô khu vực Szczecin. Tính đến năm 2006, ngôi làng có dân số 410 người.
Trước năm 1945, khu vực này là một phần của Đức. Đối với lịch sử của khu vực, xem Lịch sử của Pomerania.
Đường cao tốc tại Kołbaskowo là địa điểm của một cửa khẩu biên giới Schengen lớn trên tuyến châu Âu E28 nối Berlin (Đức) với Szczecin và Gdańsk. Ngôi làng lân cận ở phía biên giới Đức là Pomellen, một phần của đô thị Nadrensee. 

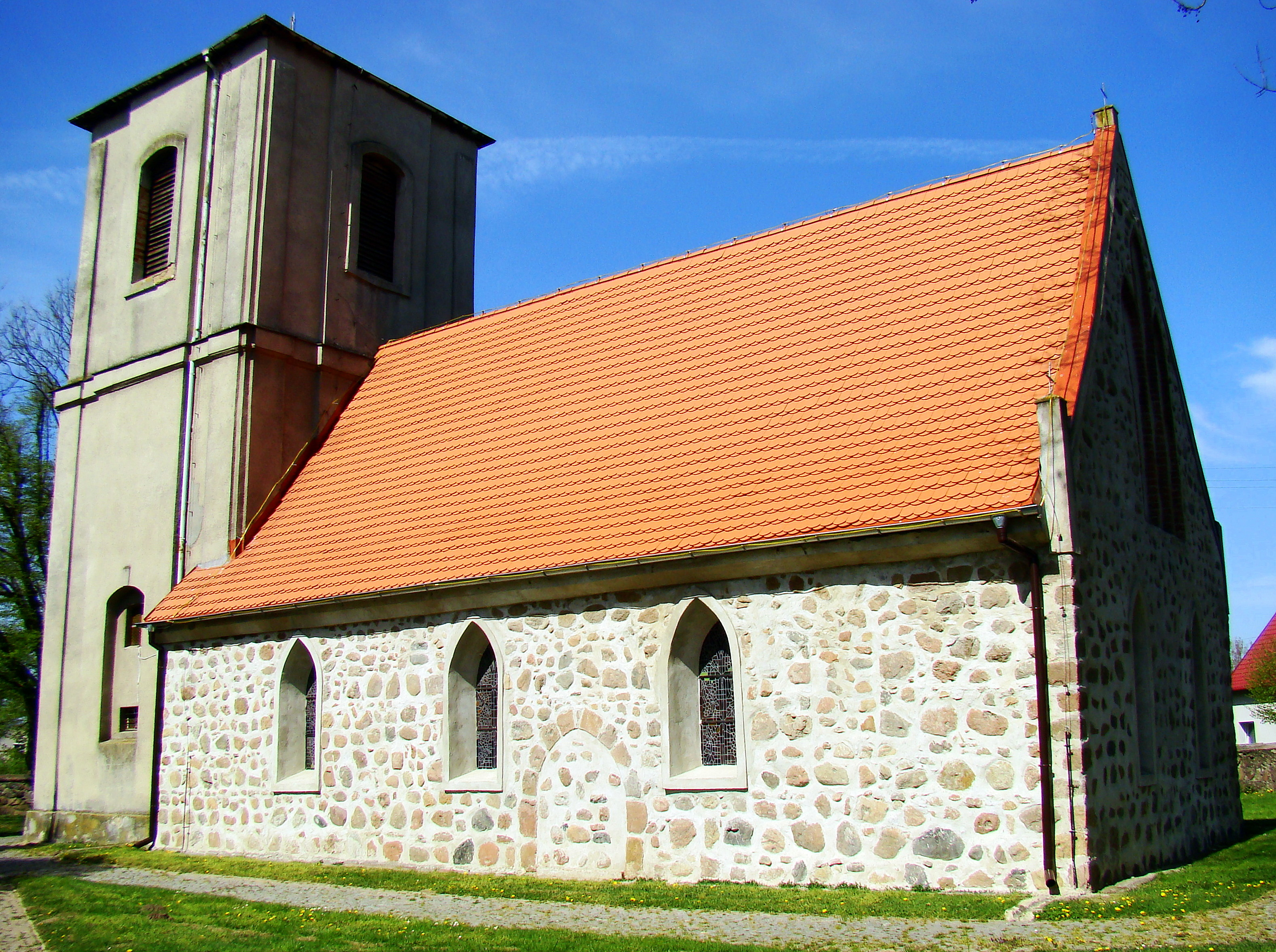
Nhà thờ Fieldstone

1. ↑  "Central Statistical Office (GUS) - TERYT (National Register of Territorial Land Apportionment Journal)" (bằng tiếng Ba Lan). ngày 1 tháng 6 năm 2008.